# Stenkulla och Strömslund
Stenkulla och Strömslund är en småort i Bollebygds kommun, Västra Götalands län som består av två mindre orter i Bollebygds socken norr om Bollebygd. SCB har för dessa två orter avgränsat, definierat och namnsatt denna småort som före 2005 hade lite annan omfattning och då benämndes Stenkulla + Årred
Stenkulla är också varumärket på det artesiska vatten med pH-halt 8,2 som tappas i trakten.